# 동두천시·양주시·연천군 갑
동두천시·양주시·연천군 갑은 대한민국의 국회의원 선거구이다. 경기도 양주시의 일부 지역을 관할한다. 현 지역구 국회의원은 더불어민주당의 정성호이다.

## 역사
제22대 국회의원 선거를 앞두고 선거구 개편으로 인해 양주시 은현면, 남면이 동두천시·연천군 선거구에 편입되면서 동두천시·양주시·연천군 을 선거구를 이루게 되었다. 이에 양주시의 남은 지역들이 하나의 선거구를 이루게 됨에 따라 신설되었다.

## 관할 구역
| 대수  | 관할 구역                                                                                    |
| ----- | -------------------------------------------------------------------------------------------- |
| 22대~ | 양주시 백석읍, 광적면, 장흥면, 양주1동, 양주2동, 회천1동, 회천2동, 회천3동, 옥정1동, 옥정2동 |

## 역대 국회의원
| 선거   | 정당 | 정당         | 의원   |
| ------ | ---- | ------------ | ------ |
| 2024년 |      | 더불어민주당 | 정성호 |

## 역대 선거 결과

### 대한민국 제22대 국회의원 선거
|  | 60.26% |

|  | 39.73% |

## 같이 보기
- 양주시의 국회의원